# Oliarus minuta
Oliarus minuta är en insektsart som beskrevs av Matsumura 1910. Oliarus minuta ingår i släktet Oliarus och familjen kilstritar.
Artens utbredningsområde är Tunisien. Inga underarter finns listade i Catalogue of Life.